# Col du Festre
Le col du Festre est un col situé dans le massif du Dévoluy dans les Hautes-Alpes. D'une altitude de 1 441 mètres, il relie les vallées du Béoux (bassin de la Durance) au sud et de la Souloise (bassin de l'Isère) au nord. La RD 937 qui le franchit est la principale voie d'accès au domaine skiable du Dévoluy.

## Monument
Une monumentale Vierge à l'enfant en bronze, dite « Notre-Dame du Dévoluy », a été érigée au col en signe d'accueil aux visiteurs.

## Sport et tourisme
- Randonnée pédestre : le col du Festre est un point de départ de randonnées, et une étape sur les GR 94 et 94D et le GRP Tour du Dévoluy.
- Ski de fond : le col est une  base de ski de fond.
- Cyclisme : le Tour de France a plusieurs fois emprunté ce col, classé successivement en 3e, 2e et à nouveau 3e catégorie[2] :
  - lors de la 13e étape du Tour de France 1970 entre Grenoble et Gap, avec un passage en tête de l'Italien Primo Mori,
  - lors de la 15e étape du Tour de France 1982 entre Manosque et Orcières-Merlette, avec cette fois un passage en tête du Français Pascal Simon
  - lors de la 4e étape du Tour de France 2020 avec le Français Quentin Pacher en tête.
  - en 2024, Oier Lazkano passe en tête au col à l'occasion de la 18e étape.

Un bar-hôtel-restaurant-gîte accueille les touristes de passage.